# Nougat
Nougat er en konfekt lavet af bl.a. sukker eller honning og ristede nødder. Nougat kan være blød til hård og hvid til mørkebrun, alt efter opskriften.

## Variationer
Der findes tre slags nougat: hvid nougat, brun nougat og wienernougat. 
Hvid nougat, som stammer fra Montélimar i Frankrig i det 18. århundrede, er lavet af pisket æggehvide og er blød, mens brun nougat (nougatine på fransk) er lavet af karameliseret chokolade og har ofte en mere fast konsistens. Blød nougat stammer fra Italien og er - blød.
Wienernougat laves uden æggehvider og som regel af sukker, kakaosmør, nødder og kakao. Nødderne er som regel hasselnødder der er kværnet til mel. Det man traditionelt forstår ved nougat i både Danmark og Tyskland, er wienernougat, mens vi kender den egentlige nougat som fransk nougat. I den industrielle produktion erstattes kakaosmørret som regel af et billigere og smagsneuralt fedtstof, som f.eks. hærdet palmeolie.